# Беланы (Белопольский район)
Беланы́ (укр. Білани) — село,
Вировский сельский совет,
Белопольский район,
Сумская область,
Украина.
Код КОАТУУ — 5920681803. Население по переписи 2001 года составляет 864 человека.

## Географическое положение
Село Беланы находится на берегу реки Вир,
выше по течению на расстоянии в 3 км расположены сёла Самара и Стрельцово,
ниже по течению примыкает село Виры.
По селу протекает несколько ручьёв с запрудами.
На расстоянии до 2-х км расположены сёла Котенки и Шевченковка.
Рядом проходит железная дорога, станция Виры.

## Происхождение названия
- В некоторых документах село называют Биланы.

## Экономика
- Вировское хлебоприёмное предприятие.
- Агрофирма «Восток-2005», ООО.

## Объекты социальной сферы
- Школа I—II ст.